# Уесуґі Томосада
Уесуґі Томосада (1525 — 19 травня 1546) — даймьо в провінції Мусасі періоду Сенґоку.

## Життєпис
Походив з роду Оґіґаяцу, гілки впливового самурайського клану Уесуґі. Старший син даймьо Уесуґі Томоокі. Народився у 1525 році. У 1537 році після смерті батька оголошено головою роду й даймьо. Втім свої права на владу висунув стрийко Томосади — Уесуґі Томонарі. Цією ситуацією скористався Ходзьо Удзіцуна, що раптовим ударом захопив резиденцію Оґіґаяцу-Уесуґі — замок Каваґое.
Уесуґі Томосада переніс резиденцію до замку Мацуяма, відновив владу над своїм родом й став готуватися до війни з Ходзьо. Також перетворено на замок монастир Дзіндай. У 1541 році Томосада відновив союз з даймьо Уесуґі Норімасою, головою гілки Яманоуті-Уесугі. Невдовзі вони спробували захопити замки кавагое і Едо, проте невдало.
У 1544 році було укладено союз з даймьо Імаґава Йосімото і коґа-кубо Асікаґа Харуудзі. У жовтні 1545 року ця коаліція у складі 80 тис. самураїв рушила проти Ходзьо Удзіясу, взявши в облогу замок Кавагое, де чинив спротив Ходзьо Цунанарі. Удзіясу, що підійшов у травні 1545 року на допомогу Цунанарі, запропонував укласти мирний договір, але Уесуґі Томосада відкинув цю пропозицію, розраховуючи на важке становище суперника. Втім у нічній битві війська Ходзьо завдали Томосаді та його союзникам нищівної поразки, самого Уесуґі Томосаду було вбито. Йому спадкував син Уесуґі Норікацу, який вже фактично не мав жодної влади та маєтностей, які було зайнято Ходзьо. З цим рід Оґіґаяцу-Уесуґі припинився.